# Constant Lambert
Leonard Constant Lambert (Londres, 23 de agosto de 1905 — ibídem, 21 de agosto de 1951) fue un compositor, crítico y director de orquesta inglés.
Constant Lambert formó parte de un brillante círculo literario e intelectual —que incluía a Michael Ayrton, Sacheverell Sitwell y a Anthony Powell— y fue famoso en su día como conversador y, algo poco habitual en un inglés de esa época, también como gran conocedor de la cultura europea moderna y reconocido experto en varios campos artísticos: pintura, escultura y literatura. Frecuentó un tiempo el círculo de los BYP (Bright Young People, 'jóvenes brillantes'), saludables hombres y mujeres de ciudad, casi todos graduados en Oxford, dispuestos a vivir las últimas sensaciones: cócteles a la moda americana, jazz, coches rápidos, vacaciones en La Rivière y vestidos de lujo.
Lambert fue uno de los primeros compositores serios en comprender totalmente la importancia del jazz —fue un gran admirador, y amigo, de Duke Ellington— y de la cultura popular en la música de su tiempo. Como director de orquesta, tuvo debilidad por algunos autores románticos —Liszt, Chabrier, Waldteufel y los románticos rusos— aunque también hizo mucho para promover y difundir el trabajo de sus contemporáneos, en especial de Kurt Weill, Erik Satie, William Walton y Gerald Tyrwhitt (Lord Berners). 
Lambert es recordado por haber sido el primer compositor inglés —tan solo fueron dos— que en 1924 logró representar un ballet, Romeo y Julieta, con la compañía de los Ballets Rusos de Serge Diaghilev. Su logro más importante fue contribuir a fundar —junto con Ninette de Valois y Frederick Ashton— el ballet clásico inglés, al que dedicó la mayor parte de su vida. Además, fue un gran recitador y, en opinión de Walton, el mejor intérprete que tuvo nunca su obra Façade. De su obra musical se recuerda principalmente su obra coral The Río Grande, de inspiración jazzística, y de su obra literaria, el brillante estudio crítico de la música en los años 1920, Music, Ho!. 
Lambert tuvo una vida privada agitada, casándose dos veces y compartiendo vida con dos mujeres: la jovencísima bailarina Margot Fonteyn y, al final de su vida, la modelo y pintora Isabel Delmer —que, como Alma Mahler, fue una coleccionista de genios: Giovanni Giacometti, André Derain, Picasso, Alfred Jules Ayer y Alan Rawsthorne (también fue musa de Francis Bacon)—. Constant Lambert solo tuvo un hijo, Kit Lambert, que fue un conocido empresario de rock y mánager de los The Who que falleció trágicamente en 1981.

## Biografía
[...] recuerdo que Maynard Keynes me dijo una vez que era potencialmente el hombre más brillante que había conocido nunca.
Frederick Ashton.

### Los años de infancia

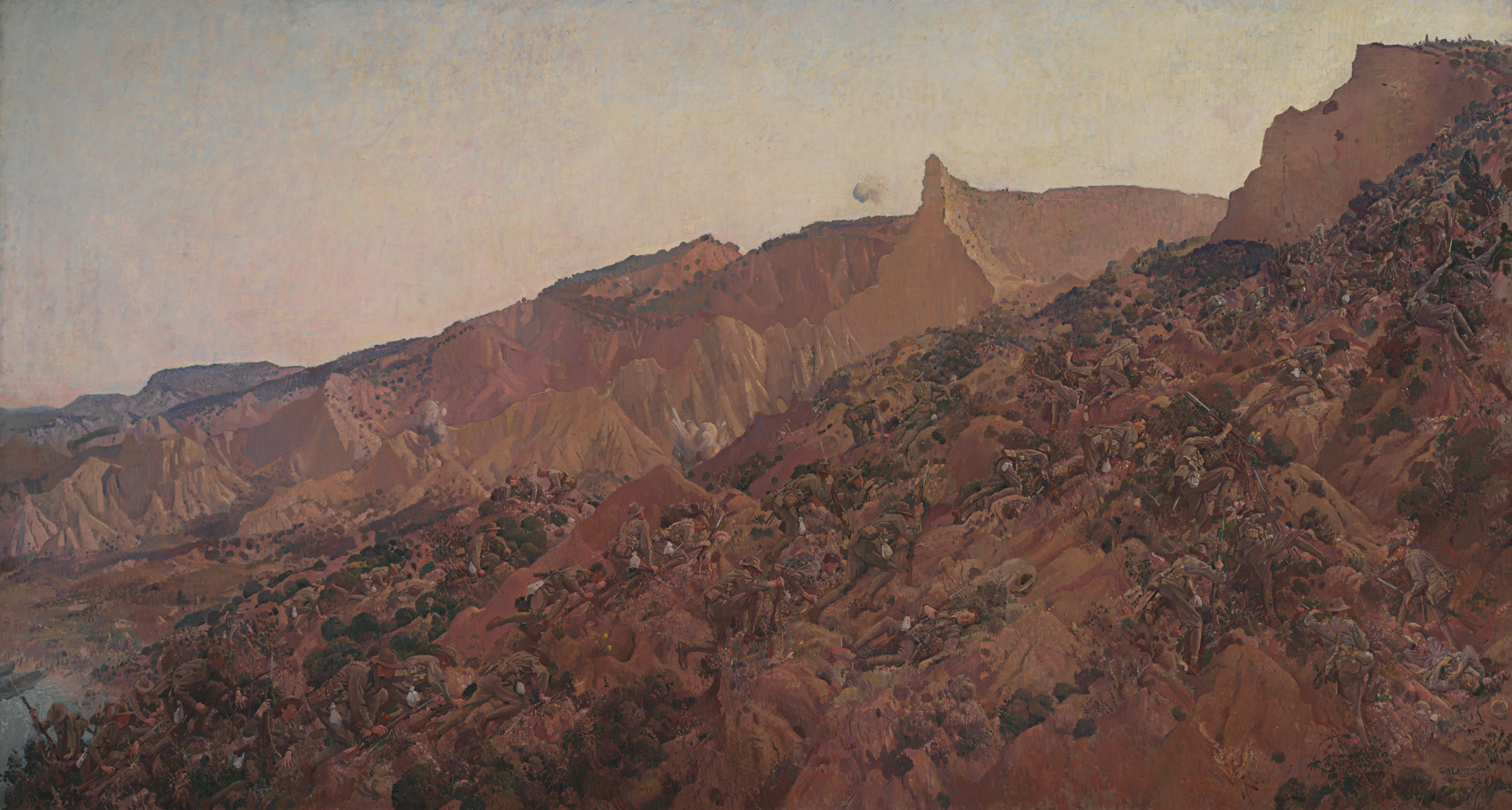
«Anzac, the landing» (1915). Un cuadro de guerra de George Lambert, padre de Constant Lambert

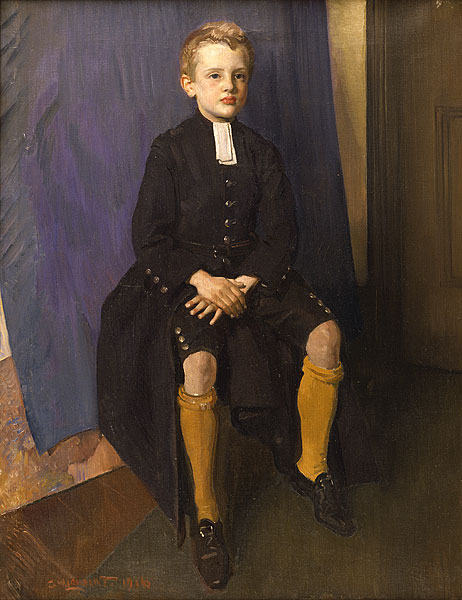
«Constant Lambert as a Blue-coat boy» (1916). Retrato realizado por su padre, George Lambert.

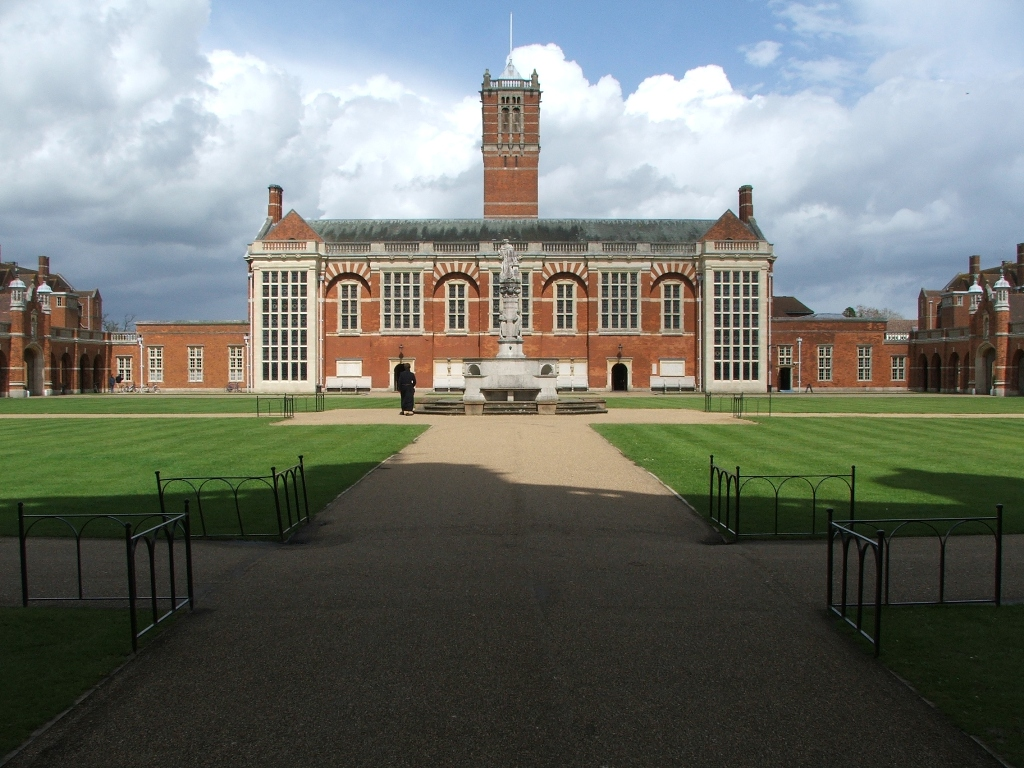
Colegio «Christ’s Hospital», donde Lambert estudió de 1915 a 1922.

Constant Lambert nació en Londres el 23 de agosto de 1905. Sus padre, George Lambert
—un pintor australiano, de origen ruso— y Amelia Beatrice Absell (1872-1963) se casaron en Australia el 4 de septiembre de 1900. Dos días después de su boda, el joven matrimonio embarcó con destino a Londres, gracias a la primera beca artística de viaje que la «Society of Artists» de South Wales concedió a George. Al poco se trasladaron a París y George ingresó en la Académie Colarossi. En junio de 1901 nació su primer hijo, Maurice, lo que añadió más cargas y responsabilidades a la pareja, y, como él no conseguía vender sus cuadros en París, decidieron regresaron a Londres en noviembre de 1901. George conservó un pequeño sueldo por una colaboración con el «Bulletin», conseguida en sus años parisinos, y comenzó a realizar retratos. Poco a poco fue haciéndose un nombre y empezó a retratar a algunos importantes personajes de la vida inglesa. Expuso en la Royal Academy de 1903 a 1911, y, ese último año, consiguió la Medalla de Plata de la Exposición Internacional de Barcelona. Al estallar la I Guerra Mundial, George tuvo que regresar a Australia para alistarse, aunque al poco fue nombrado artista de guerra. Fue enviado a cubrir la campaña de Egipto, desde donde envió numerosos dibujos y óleos. George regresó a Inglaterra en agosto de 1919 y siguió pintando, principalmente algunos encargos sobre la guerra, recluido en una casa que le habían prestado en Cornwall. George estaba convencido de que podría triunfar más fácilmente en Australia y de nuevo se embarcó para allá en 1921, esta vez de forma definitiva, dejando en Londres a su esposa y a sus hijos, a los que no volvió a ver jamás. Aunque George nunca sintió gran interés por su familia, su mujer siempre fue una devota madre y esposa que mantuvo ferréamente el hogar a flote, y aunque paso la mayor parte del tiempo sola en Inglaterra con sus hijos, siempre conservó la admiración por su marido.
A pesar de que los hijos no tuvieron mucho contacto con su padre, tanto él como su madre, sobre todo, les inculcaron un aprecio por el arte y la literatura que fructificó en sus futuras carreras artísticas: Maurice llegó a ser un reconocido escultor (también muy dotado musicalmente) y Constant un gran compositor con mucha facilidad para la escritura, como demostró en sus críticas musicales. 
En septiembre de 1915, Constant ingresó en el colegio «Christ’s Hospital» de Horsham (West Sussex). Cuando apenas había terminado su primer año allí fue ingresado en la enfermería del colegio, aquejado de una osteomielitis complicada con una septicemia provocada por estreptococos. Además de fiebre, tuvo un absceso en el oído derecho, del que tuvo que ser intervenido quirúrgicamente, y que le causó una ligera sordera permanente. Además, se descubrió que la infección había afectado también a la rodilla derecha y al tobillo izquierdo, haciendo necesarias más operaciones para insertar tubos de drenaje. La enfermedad fue tan grave que su padre realizó un corto viaje para verlo, acompañado de su madre. El doctor del colegio escribió al padre de Constant: «(...) pensamos que el caso probablemente será largo y que pueden pasar tres o cuatro meses antes de que recupere el uso de sus piernas». Finalmente le llevaron a Margate, donde la recuperación duró seis meses y medio. En palabras del mismo doctor: «...después de estar casi muerto, tuvo una recuperación muy buena».
Constant volvió a casa en abril de 1917, pero pasó otro año completo antes de que pudiera volver al colegio, perdiendo en total cinco trimestres. Por si ello fuera poco, seis meses más tarde tuvo que volver de nuevo a ser operado de apendicitis. Sorprende que tras esas seis operaciones Lambert evitase el resto de su vida el trato con los médicos, a los que siempre rehuyó en un caso claro de latrofobia, de modo que su diabetes —la causa principal de su prematura muerte a los cuarenta y seis años, además de una vida desordenada, con noches de trabajo, comidas irregulares y mucha bebida— pasase desapercibida. 
El resultado físico fue que tuvo que usar una bota ortopédica y que caminó con una permanente cojera, generalmente con la ayuda de un bastón. Sus siguientes dos años en el «Christ’s Hospital» estuvieron libres de cualquier otro percance, pero la larga ausencia no facilitó su relación con los compañeros, circunstancia agravada por la imposibilidad de practicar deportes como el cricket y el balompié. Aparte de una obvia superioridad intelectual, en el colegio Constant fue un lector voraz y mantuvo una actitud ligeramente rebelde y un cierto distanciamiento que lo distinguían. El «Christ’s Hospital» se vanagloriaba de una gran tradición musical, teniendo orquesta sinfónica propia y varios coros, y celebrando de forma habitual conciertos en su imponente capilla, capaz para más de 1000 personas y con un magnífico órgano, uno de los cuatro del colegio. También tenía una buena biblioteca musical y Lambert, que fue un niño prodigio, la consultaba con frecuencia. A los trece años ya escribía música orquestal y en el Christ logró acabar incluso una pequeña opereta.

### Los años en el Royal College of Music

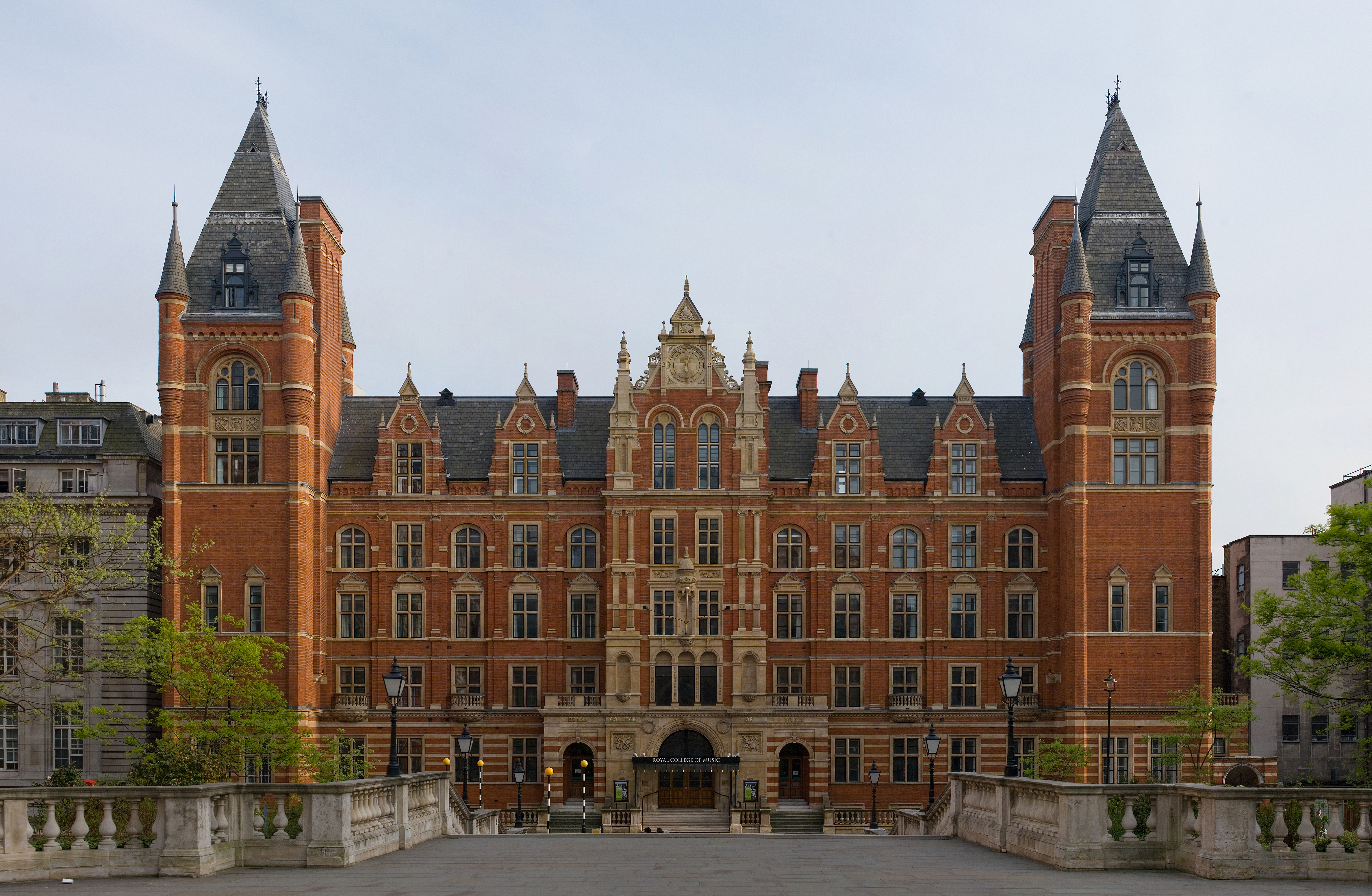
Royal College of Music. Lambert estudió aquí de 1922 a 1925.

En septiembre de 1922, a los diecisiete años, ingresó en el Royal College of Music (RCM), tras conseguir una beca. Estudió composición con Ralph Vaughan Williams —y más tarde con R.O. Morris
y George Dyson—, piano, con Herbert Fryer y dirección orquestal con Malcolm Sargent. Lambert fue un excelente pianista y además, también un buen timbalista. El compositor sir Michael Tippett, que coincidió en esos años de estudiante con él, recordaba que era «visto generalmente como el genio de la universidad».
En el RCM, y como muchos de los jóvenes músicos de la época, desarrolló un gran interés por la música francesa y por las obras de Stravinski, que tocaba frecuentemente al piano, acompañado de su gran amigo allí, el pianista Angus Morrison.
Esas influencias puntillistas, neoclásicas y románticas son evidentes en su primera obra orquestal, Green Fire (1923), una obra de inspiración rusa que en junio de ese mismo año fue interpretada en el «RCM Patrón’s Fund Rehearsal» y que habría asustado al mismo Vaughan Williams, con su atrevida escritura armónica para los trombones, de séptimas y novenas consecutivas. La partitura no ha sobrevivido, pero se conserva otro de sus primeros trabajos, el Concierto de piano de 1924, en una versión para dos pianos.
Ese Concierto de 1924 es, indiscutiblemente, el mejor de sus trabajos de estudiante, con algunos pasajes de gran belleza: escrito en cuatro movimientos continuos, es una obra de gran complejidad e incluso originalidad para un joven de 19-20 años, con un tercer movimiento lento y anotado solamente para dos trompetas, timbales y cuerdas. (Lambert fue siempre poco convencional, tanto al elegir los argumentos de sus obras como los temas melódicos y la orquestación: en 1927, la cantata The Río Grande, carecía de instrumentos de viento-madera; en 1931, su Concierto de piano sólo necesitaba nueve instrumentistas, además del solista; y en 1950, su último ballet, Tiresias, no tenía ninguna cuerda grave).
Por esos años comenzó su afición por el jazz. En junio de 1923, asistió a un espectáculo de variedades de C.B. Cochran, llamada «Dover Street to Dixie», que acababa de estrenarse en el London Pavillion. La segunda parte, protagonizada por la cantante y bailarina de color Florence Mills,
con su grupo «The Blackbirds», le causó una gran impresión. El espectáculo siguió en Londres hasta septiembre y Constant y Angus Morrison lo vieron juntos al menos cuatro veces. Como escribió más adelante: 

Después del monótono tocar de la orquesta inglesa de la primera parte, fue una experiencia electrizante oír a la banda de Will Vodery tocar la casi fanfarria de Delius que precedió a la segunda parte. Abrió definitivamente un completo mundo nuevo de sonidos. Aunque mantuvieron todo el tiempo un extraordinario nivel de musicalidad, es forzoso decir que fueron atacados por la prensa inglesa por su crudeza y vulgaridad.
 Lambert. Notas del CD de Hyperion

Mientras estaba en el «Christ’s Hospital» Constant había visto una función de los Ballets Rusos de Diaghilev, quizás la sensación artística más grande en el Londres de principios de siglo. Quedó cautivado por la deslumbrante combinación de música, decorados y danza, y, de hecho, el ballet llegó a ser la espina dorsal de toda su futura actividad musical. Le atrajeron la rebeldía de los compositores franceses —Poulenc, Milhaud, Auric y Satie—, con sus ballets de corta duración y argumentos generalmente frívolos y, como no, los grandes ballets de Stravinski, a pesar del desdén que más tarde le manifestará. Estas influencias son evidentes en dos de sus primeras obras, ambas fechadas en 1924: Mr Bear Squash-you-all-flat
(«Mr. Oso que todo-lo-aplasta»), un ballet en un acto basado en cuento infantil ruso; y Prize Fight («Combate profesional»), un ballet sobre el boxeo, que era uno de los pocos deportes que Lambert podía practicar en la universidad. Acompañado por Angus Morrison, Lambert interpretó la pieza a cuatro manos en la clase de composición de Vaughan Williams. El argumento, ligero, y el subtítulo, Realistic Ballet in One-Actun («ballet realista en un acto»), reflejan claramente la influencia de Erik Satie y de Les Six. (Para subrayar esto, cuando Lambert hizo algunas pequeñas revisiones en 1927 escribió la sinopsis y las directrices de la partitura en francés). Compuesto para flauta, flautín, oboe, dos clarinetes, fagot, dos cornos, corneta, trombón tenor, un arsenal de percusión, armonio y cuerdas, Prize Fight no fue interpretado hasta que la BBC la difundió el 12 de mayo de 1969. 
Para Lambert no fue una mera coincidencia que Vaughan Williams, su profesor, compusiera una ópera, Hugh el Drover, sobre un combate de boxeo: aunque escrita antes de la guerra, las primeras interpretaciones en el RCM fueron, casualmente, ese julio de 1924. Mientras que Prize Fight emplea de forma destacada una variante de la canción de la guerra civil americana —When Johnny comes marching home («Cuando Johnny llegue marchando a casa»— Hugh, the Drover utiliza canciones populares inglesas. Sin embargo, está convicción no enturbió su relación profesional posterior.

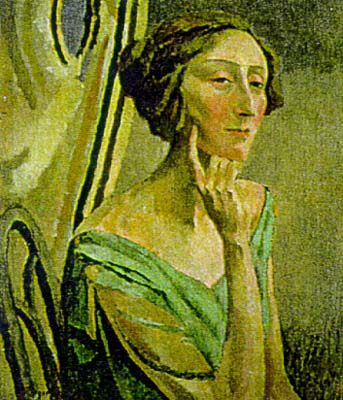
Edith Sitwell (1887–1964), poetisa y crítica gran amigo de Lambert

En esa época, su amigo Angus Morrison conoció a William Walton y participó, el 12 de mayo de 1925, en el estreno de su obra Toccata para violín y piano. Morrison les presentó, y Walton, a su vez, presentó a Lambert a los hermanos Sitwell —Edith, Osbert y Sachaverell—, con los que vivía ocupando una buhardilla de su residencia en Chelsea. Lambert y Angus se hicieron muy amigos de Walton, que parecía querer aprender con su compañía el tipo de recursos que proveía una enseñanza universitaria que no tenía. Walton acababa de componer Façade —una pieza para recitador y conjunto de cámara sobre poemas de Edith Sitwell que llegará a ser una de sus obras más conocidas— y Constant actuaba frecuentemente como co-recitador con la propia Edith. Walton reescribió muchas veces la pieza, y el 27 de abril de 1926, en la Chenil Galleries, en la primera versión estrenada con público, Lambert intervino como intérprete y fue, además, el dedicatario. Más adelante, en 1931, Frederick Ashton montó una coreografía sobre la obra que fue dirigida por el propio Lambert. 
Estas amistades le sirvieron para frecuentar los círculos bohemios y los salones culturales. Así conoció a Hyam Greenbaum, Bernard van Dieren y a Philip Heseltine (más conocido como Peter Warlock). En esos años fue un visitante habitual del «cottage» de Heseltine en Eynsford,
donde vivía con el también compositor Moeran, que era un lugar de encuentro donde se celebraban grandes fiestas, a veces algo salvajes, a las que alguna vez tuvo que asistir la propia policía. Era la época de los BYP (Bright Young People, 'brillante gente joven'), saludables hombres y mujeres de ciudad, casi todos graduados en Oxford, dispuestos a vivir las últimas sensaciones: cócteles a la moda americana, jazz, coches rápidos, vacaciones en La Rivière y vestidos de lujo. El grupo incluía mucha gente del círculo artístico y literario, como los Sitwell, Barbara Cartland, Cecil Beaton
y Oliver Messell.
El grupo solía invitar a sus fiestas a muchos de los músicos que visitaban la ciudad, que llevaban sus instrumentos e improvisaban conciertos y jazz-sessions en la madrugada, como ocurrió con alguno de los acompañantes de Florence Mills. En esa época Lambert comenzó a aficionarse a la bebida.

### La experiencia con los Ballets Rusos

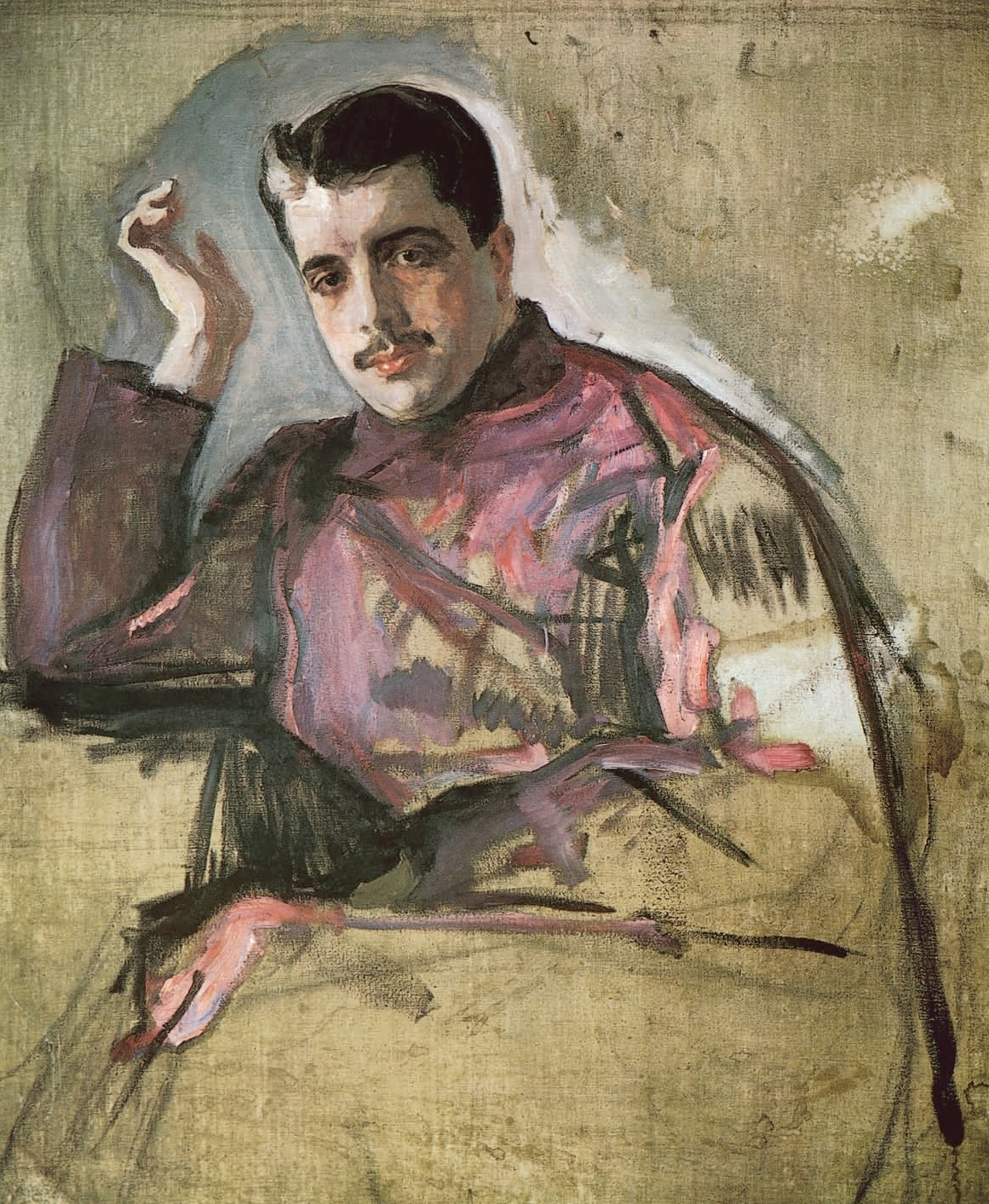
Sergej Diágilev, retratado por Serov.

Constant pasaba mucho tiempo en el RCM con su amigo Angus Morrison, tocando a dúo partituras de ballet de Debussy, Stravinski, Satie y Poulenc. Angus le animó a que compusiese un ballet e, incluso, le sugirió el argumento para el mismo, Adán y Eva, una suite dansée en tres escenas que contaría con sólo cuatro personajes: Adán, Eva, la serpiente y el ángel. 
Por esa época, el grupo conoció a los pintores Charles Ricketts y C.H. Shannon y al coleccionista de arte, Edmund Davis, y ellos animaron a Walton a que escribisiese un ballet para Diágilev (que en ese momento planeaba obtener un éxito financiero en Londres programando una temporada exclusivamente inglesa, con ballets basados en temas ingleses compuestos por compositores ingleses). En noviembre de 1925 se arregló una reunión en el Hotel Savoy para que Walton tocase ante el empresario, una reunión a la que Walton mismo invitó a Lambert, quizás para tener apoyo. Walton no era un buen pianista y no pudo impresionar a Diágilev con su obra, pero, cuando le llegó el turno a Lambert, éste sí que lo hizo con la interpretación de su Adán y Eva: Diágilev tachó a lápiz el título y lo sustituyó por Romeo y Julieta. Parece un cambio argumental muy drástico, pero puesto que la partitura consistía en movimientos muy cortos, muy al estilo neoclásico, imperante en esos años, el cambio argumental no fue tan imposible como pudiera parecer. 

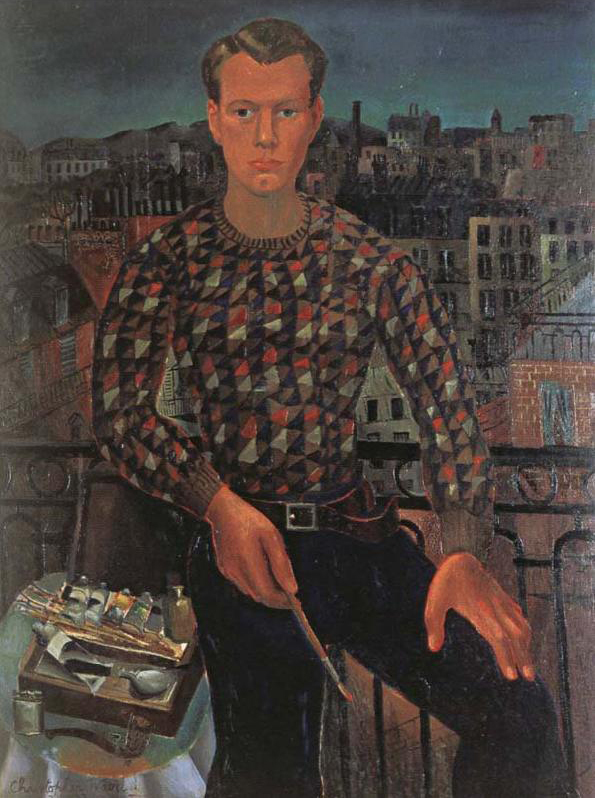
Autorretrato de Christopher «Kit» Wood (1927). Constant quería que Kit hiciera la escenografía de Romeo y Julieta.

En marzo de 1926, con un permiso del RCM, Constant viajó a Monte Carlo para asistir a los ensayos de Romeo y Julieta, una obra para la que Diágilev había encargado la coreografía a Bronislava Nijinska (hermana de Nizhinski) y contratado a Tamara Karsavina, que bailaría como Julieta, y a Serge Lifar, que interpretaría a Romeo. Constant debió de volver a Londres —debía de asistir a las clases del RCM y a la segunda interpretación pública de Façade, la obra de Walton-Sitwell en la que era recitador— y cuando a finales de abril regresó a Monte Carlo, a solo un par de días del estreno, se enfureció al ver los cambios que Diágilev había hecho en su ausencia: no solo había cambiado la coreografía de Nijinska, sino que también había rechazado los diseños de su gran amigo el pintor inglés Christopher Wood.
Diágilev pretendía que, como el argumento trataba sobre un ensayo, el escenario debía de estar casi desnudo y por ello recurrió a dos jóvenes pintores surrealistas, Max Ernst y Joan Miró, por entonces casi desconocidos. Constant tenía solo diecinueve años y, muy enfadado, amenazó con retirar su música, recurriendo incluso a un abogado; Diágilev, siempre a su manera, hizo valer sus derechos y solamente le dejó asistir al ensayo custodiado por un par de guardas, ante el miedo de que rompiese la partitura. Finalmente, el ballet se estrenó el 4 de mayo de 1926, dirigido por Marc-César Scotto, y la casi desnuda escenografía consternó al público y a la crítica.
Para el estreno parisino, una quincena más tarde, Diágilev incluyó un entreacto de Balanchine, sin música, ya que Lambert se negó en rotundo a alterar su partitura: los bailarines danzaban con el telón casi bajado y solamente se veían los pies. El estreno suscitó grandes protestas contra Ernst y Miró, protestas orquestadas por sus propios compañeros surrealistas —la facción encabezada por Louis Aragon y André Breton, que veía el ballet como una práctica burguesa—, que entraron en la sala distribuyendo pasquines y coreando gritos de «¡Judas!, ¡Judas!». Se organizó un gran revuelo e, incluso, se entabló alguna pelea que debió de ser sofocado por la policía: Diágilev, que siempre quiso la publicidad de los escándalos, pareció satisfecho. 
La primera representación en Londres, el 21 de junio de 1926, tuvo, sin embargo, mejor acogida. Notoriedad aparte, el ballet apenas tuvo éxito, pero el nombre de Lambert quedó para siempre como el del primer compositor inglés que logró que uno de sus ballet fuese representado por Diágilev.
El estilo neo-barroco de Romeo y Julieta, que tanto recuerda a la música de Domenico Scarlatti, revela una gran influencia de uno de los ballet de Stravinski, Pulcinella, un modelo que también usó más adelante en su siguiente ballet, Pomona (1926).

### La gran promesa de la música británica
En septiembre de ese mismo año 1926, Florence Mills causó aún más sensación cuando regresó como una gran estrella a Londres, con un espectáculo llamado sencillamente, The Blackbirds, que el periódico The Times calificó como «una suerte de orgía de jazz» («A sort of orgy of jazz»). Otra vez Constant y Angus volvieron a asistir a varias funciones, incluyendo la última celebrada en Londres, el 14 de mayo de 1927, antes de que la compañía emprendiera la gira por provincias. Tras actuar en Liverpool, Florence, agotada y enferma, por consejo médico, canceló sus contratos. Tras una breve cura en Alemania, regresó a los Estados Unidos y allí murió en un hospital el 1 de noviembre de 1927. Lambert quedó consternado y ese mismo mes escribió en su honor una pequeña obra para piano, Elegiac Blues, in memory of Florence Mills,
de poco más de 3 minutos, una pieza que orquestó al año siguiente. Elegiac Blues, en su forma orquestal, se escuchó por vez primera el 23 de julio de 1928 en un programa de radio, de casi noventa minutos, titulado: «Blue on the Boulevard: A Study of Black and White» («Blues en el bulevar: un estudio de Negras y Blancas»). El programa tenía un formato muy innovador que solamente podía haber montado Lambert, incluyendo poesía negra y obras de Satie, Milhaud y Auric, además de la segunda interpretación de su obra coral, The Río Grande.
Durante algunos años Lambert gozó de una celebridad meteórica, que culminó en 1927 con la radiodifusión del estreno de su obra coral The Río Grande. Diaghilev, que nunca le perdonó su comportamiento —«Surtout- pas de Lambert», solía decir según Osbert Sitwell—, no le solicitó ninguna obra más, pero Bronislava Nijinska sí le encargó un nuevo ballet, Pomona, que ella mismo iba a producir. La obra se basa en el relato mitológico de Pomona y Vertumno y fue estrenada en la gira americana del ballet, el 9 de septiembre de 1927 en el Teatro Colón de Buenos Aires, cuando Lambert apenas tenía veintidós años. (Pomona tuvo posteriormente una radiodifusión de la BBC en 1929 y una interpretación en concierto en 1930. Además fue bailado en Gran Bretaña en la primera representación de la «Camargo Society», de quien Lambert fue director fundador, en el «New Cambridge Theatre» el 19 de octubre de 1930). 
Durante la segunda mitad de los años 1920, Lambert trabajó esporádicamente. Como aún no podía vivir exclusivamente de la composición, hizo lo que otros muchos músicos, y tuvo varias ocupaciones: tocó el piano como acompañante en clases de danza, fue periodista musical, y dirigió y arregló música para ballet. Fueron, sin embargo, sus mejores años como compositor. Fascinado con la actriz chino-americana Anna May Wong,
se sumergió en el universo chino y escribió Eight Poems of Li-Po (1926-29), ocho pequeñas miniaturas de gran economía de medios y patetismo. Music for Orchestra (1927), en dos movimientos —Introducción y Allegro— fue su siguiente obra y tuvo varias interpretaciones, a pesar de que Lambert hizo uso de una severa inventiva contrapuntística. Su siguiente obra, The Rio Grande (1927), escrita para piano solista, coro y orquesta, que dedicó y estrenó su amigo Angus, fue un éxito inmediato y muestra la fascinación que Lambert tenía por lo exótico. Incorporando elementos de diversos géneros —cantata, rapsodia, danza, concierto y fantasía— Lambert insufló seducción y melancolía al texto atmosférico del poema homónimo de Sacheverell Sitwell. Se conserva una grabación del estreno en la radio, con la Hallé Orchestra dirigida por el propio compositor y con Hamilton Harty como solista. Entrevistado en 1930, Constant declaró: «La idea para la música llegó viendo a Florence Mills en Dover Street to Dixie y de algo de la música de Blackbirds». Esta inspiración fue corroborada por su amigo Angus: «Florence Mills todavía conservaba una simplicidad esencial y una calidad infantil».
La gran popularidad de The Rio Grande creó unas expectativas estilísticas que impidieron la buena acogida de sus siguientes obras, como la Sonata para piano (1928-1929) y el Concerto for Piano and Nine Players («Concerto para piano y nueve instrumentistas», 1930-1931), escrito en homenaje a su amigo Heseltine, que se había suicidado ese mismo diciembre de 1930. El Concierto está escrito siguiendo la estructura clásica, aunque la forma aparece algo velada por la introducción, de un lado, de elementos de gran complejidad métrica de improvisación jazzística, y, por otro, por el austero lenguaje armónico, casi al borde de la tonalidad.
En 1929 Lambert protagonizó, junto con Peter Warlock, la velada dedicada a los compositores ingleses en los «Proms» («Promenade Concerts», en el Queen's Hall de Londres), lo que definitivamente le encumbró como la mayor promesa de la música británica. En esa función, él mismo dirigió la obra Music for Orchestra, una obra que ya había estrenado un par de meses antes en el Covent Garden.

### Los años 1930: el mundo de la danza
No puede suponer nadie cuánto contribuyó al éxito del ballet clásico inglés tal como es hoy, no sólo siendo probablemente el director más destacado de ballet que haya habido sino de la manera que contribuyó en cada una de sus facetas.
sir Robert Helpmann.

Ese año 1929, Lambert comenzó a colaborar con dos nuevas compañías de danza: la de Marie Rambert y la de Ninette de Valois. El «Marie Rambert Ballet» le encargó la música incidental para dos obras para el Duke of York's Theatre: Jew Süss, una tragicomedia de Ashley Dukes en cinco escenas; y Mars and Venus, un ballet coreografiado por Frederick Ashton, para el que Lambert arregló música de las Sonatas de Scarlatti. La compañía del «Old Vic Theater» le pidió a su vez arreglar música de Mozart y Schubert para dos ballets de Ninette de Valois y también componer la música incidental para la obra teatral de Oscar Wilde, Salomé, que se representó en el Gate Theatre, con la actriz Margaret Rawlings en el papel principal y también coreografía de Ninette. Lambert comenzó a encontrarse cómodo dirigiendo y ello le llevó a cambiar su orientación en el mundo de la música.
Introducido por azar en el mundo del ballet, casi fue inevitable que en 1930 le invitaran a los comités de la «Camargo Society»
—una sociedad benéfica interesada en establecer, tras la muerte en 1929 de Diaghilev, el ballet clásico en Gran Bretaña— y que al poco le nombraran su director artístico.
La «Camargo Society» programó, para su primera representación, el estreno en Inglaterra de su ballet Pomona: la coreografía fue de Frederick Ashton —con quien Lambert congenió y que en adelante produjo todos sus nuevos ballets—; la compañía elegida, el «Rambert Ballet», con Antón Dolin y Ana Ludmilla como bailarines solistas; el escenógrafo, John Banting; y dirigió la orquesta el mismo Constant, celebrándose el estreno el 19 de octubre de 1930 en el «New Cambridge Theatre». El estreno fue descrito como una «orgía de marineros y de sus queridas» («an orgy of sailors and their doxies»). (Más adelante la «Camargo Society» también programó Adam and Eve, la obra despreciada por Diaghilev, con una coreografía de Antony Tudor).
Gracias a su puesto en la «Camargo Society» Lambert comenzó a frecuentar a Ninette de Valois, una amistad y colaboración que marcó el resto de su vida. Ninette había sido una gran bailarina y, tras dejar el baile profesional en 1926, decidió un par de años más tarde, en 1928, montar su propia compañía, la «Vic-Wells Ballet».
Había bailado con los Ballets Rusos y gracias a ello contaba con el consejo y la colaboración de Diaghilev, además del auxilio financiero de importantes personajes de la vida inglesa, agrupados en la «Camargo Society». En 1931, Ninette persuadió a la empresaria Lilian Baylis para que le permitiese tener su sede en el «Sadler's Wells Theatre», un teatro situado al norte de Londres que programaba ópera: Ninette prestaba sus bailarines y colaboraba en las coreografías de las obras teatrales en las que hubiera baile; Baylis, a su vez, le cedía gratuitamente su teatro. En ese momento, Lambert pasó a ser director musical y también artístico del «Vic-Wells Ballet»: diestro en todas las artes, ejerció una gran influencia sobre Ninette, siendo no solo director sino también la conciencia y piedra de toque estética de todas las producciones, que parecía saber por instinto que era lo correcto para la compañía. 
Algunos de los primeros ballet elegidos por Lambert fueron Job, a masque for dancing (1930), de su maestro Vaughan Williams, y Façade (1931), de Walton. Además, Constant realizó personalmente varias adaptaciones musicales de obras de otros compositores para montar nuevos ballets, como hizo en 1933 con L’enfant prodigue de Daniel-François Auber para el espectáculo Les rendez-vous.
En 1931, el 5 de agosto, Lambert se casó con Florence Chuter (nacida Florence Kaye), una bellísima actriz euroasiática a la que había conocido en 1929, a quien todos llamaban «Flo».
Tuvieron un hijo en 1935, Kit Lambert, que falleció trágicamente en 1981. (Lambert dejó a su mujer pocos años más tarde, y a partir de 1938, mantuvo una relación formal con Margot Fonteyn, de solo diecinueve años, que duró hasta después de la guerra, en 1947, cuando conoció a Isabel Delmer). 
Durante los años 1930, la carrera de Lambert como director de orquesta arrancó pero su desarrollo como compositor se estancó. Su fascinación por la literatura y la música inglesas de los siglos XVI y XVII le animó a poner música a una obra de Thomas Nashe, Pleasant Comedy (1593). Lambert pensaba que «...la música inglesa más grande ha sido siempre literaria, en el mejor sentido de la palabra, así como la poesía inglesa ha puesto siempre gran tensión en el valor puramente musical de los sonidos, con independencia del sentido». 
Le llevó casi tres años de trabajo y tituló la obra Summer’s Last Will and Testament (1932-1935), dedicándosela a su mujer Florence. Es una obra coral, escrita casi como una mascarada, una suerte de pastoral urbana en la que Lambert utilizó algunas formas primitivas —madrigal con ritornelli, currante, branle y sarabanda— para expresar unas emociones de una exuberancia casi bachiana y de una gran tristeza otoñal. La obra tuvo una decepcionante acogida y Lambert empezó a sentir que quizás estaba pasado de moda, que se había alejado del nuevo gusto de la sociedad inglesa que siguió a la muerte del rey Georg V: empezó a considerar seriamente que como compositor había fracasado. En los dieciséis años restantes de su vida solamente completó dos trabajos importantes y en su lugar, se concentró en dirigir, protagonizando muchas de las radiodifusiones de la BBC, apareciendo frecuentemente al frente de la orquesta en el Covent Garden y acompañando a la compañía de ballet en sus giras por Europa y Norteamérica.
En 1933, cuando Duke Ellington hizo su gira por el Reino Unido —Londres, Liverpool y Glasgow— Lambert le frecuentó en varias ocasiones e incluso organizó en su propio piso de Bloomsbury una pequeña cena privada en su honor.
En su libro «Music, Ho!», Lambert le dedicó muchos elogios y dijo de su música: «En las composiciones de Ellington el jazz ha dado la música popular más importante desde Johan Strauss». Duke Ellington, a su vez, en una entrevista de 1935 aparecida en el «Philadelphia Record», en que el periodista le iba leyendo los elogiosos pasajes del libro que Lambert le había dedicado, le correspondió en tono bromista y agradecido.
A partir de 1930, Lambert comenzó a dedicar más tiempo a la crítica musical, escribiendo para los diarios «The Nation», «The Athenaeum», «Figaro», «The Saturday Review», «The Daily Chronicle» y «The Daily Telegraph», pero principalmente para «The Sunday Referee» y «New Statesman». También escribió para las revistas de la radio «Radio Times», «The Listener» y «BBC’s Music Magazine» (1944). Crítico independiente y poco convencional, Lambert tenía fuertes afinidades y violentas aversiones —por ejemplo, detestaba a Skriabin— y empleo mucha de su energía e ingenio en escribir un libro de crítica musical, Music, Ho! (1934). Subtitulado «A study of music in decline», («Un estudio de la música en declive»), fue un best-seller —aún hoy permanece como uno de los más ingeniosos y apreciados volúmenes de crítica musical en lengua inglesa— que reflejaba su pesimismo sobre el futuro de la música y su gusto por satirizar hasta extremos excesivos o destructivos. En el somnoliente ambiente intelectual de la música inglesa, Lambert puso en ridículo tanto el romanticismo de los elgarianos como el modernismo atonal, proponiendo un futuro musical de intercambios culturales. Esto no sólo se ve en sus consideraciones en gran parte negativas sobre el neoclasicismo, el nacionalismo y la vanguardia, sino también en la propia acogida que se dispensa a las nuevas obras: compositores destinados, según él, a ser más sofisticados, como Berg, o, como Weill, volvieron esa sofisticación contra el favor del público. Aunque admiraba a ambos compositores, las preferencias de Lambert fueron para Sibelius, Bernard van Dieren y Busoni. Lambert creía que la importancia de los movimientos y escuelas iría en retroceso hasta palidecer ante la importancia de Sibelius, a quien veía como el compositor del futuro. Lambert echaba en falta «un nuevo punto de vista más que la explotación de un nuevo vocabulario» («a new angle of vision rather than the exploitation of a new vocabulary»).
En la temporada 1935-1936, la ópera y el ballet de Lilian Baylis estaban ya firmemente asentados y gozaban de una fama creciente. Ninette de Valois decidió crear bajo su propia dirección el «Sadler’s Wells Ballet» y para ello contó para ello con varias personas: Constant Lambert como director artístico y musical; Frederick Ashton, como coreógrafo residente; Alicia Markova y Anton Dolin,
como bailarines principales. Fue el nacimiento de la primera compañía de ballet clásico verdaderamente británica.
Lambert y Ashton encontraron cada uno el compañero ideal para su desarrollo artístico y juntos contribuyeron a elevar el nivel del ballet clásico en Inglaterra a una cota que puede que nunca antes, ni después, haya tenido. 
Frederick Ashton consideraba a Lambert como el mejor director de ballet con quien él hubiera trabajado jamás, y destacaba que incluso más importante que su sentido del ritmo, era su inspiradora presencia en el foso. Un Lambert para todo, versátil y con una profunda cultura que era particularmente valiosa en el mundo del ballet, que participa de muchas artes. Cuando en 1933 el joven bailarín Robert Helpmann
llegó de Australia, Lambert le ayudó sugiriéndole los libros que debía leer, los cuadros que debía mirar, y la música que debía escuchar, y más adelante discutiendo con él lo que había leído, visto y escuchado. Ese mismo papel de cicerone lo desempeñó con la jovencísima —sólo quince años— y ya grandísima bailarina Margot Fonteyn, que bailó el papel de «Creole girl» en The Rio Grande en 1935. Fonteyn fue primero su protegida; luego, secretamente, su amante; y desde 1938, y hasta 1947, su pareja sentimental.
Los ballets exitosos se iban sucediendo: en 1936 hizo un arreglo de música de Liszt para Apparitions: al año siguiente, 1937, le tocó arreglar música de Meyerbeer (Le prophète y L’étoile du nord) para Les patineurs. Ese mismo año 1937 estrenó varios ballets de algunos de sus amigos: Checkmate de Arthur Bliss; A Wedding Bouquet, de lord Berners, un ballet en el que propio Berners también diseño los decorados y el vestuario en colaboración con Ashton y Lambert (el argumento se basa en una obra de Gertrude Stein: «They Must. Be Wedded. To Their Wife», sic). Y al año siguiente, 1938, volvió a estrenar otro ballet de Benners, Cupid and Psyche (1937-1938) y realizó una nueva adaptación de música de Couperin, esta vez para el ballet Harlequin in the Street. 
En 1938 compuso un nuevo ballet, Horoscope, que fue estrenado por Ashton y que es considerada su mejor colaboración. El argumento es una representación simbólica del romance que por esa época, y secretamente, Constant mantenía con Fonteyn: los astros conspiran para mantener a un hombre y una mujer separados, pero finalmente logran unirse. El ballet apenas tuvo éxito y los siguientes once años Lambert no escribió nada más, convencido ya de que su talento se había acabado, y dedicándose exclusivamente a la dirección orquestal, haciendo numerosas giras con el «Sadler’s Wells Ballet». 
Constant, como director de orquesta, participó en el estreno de alguna de las obras británicas más significativas de esos años, como la Balada de los héroes, de Benjamin Britten, el 5 de abril de 1939 en el Queen’s Hall de Londres, en el marco del «Festival de Música para el Pueblo». La obra es una pieza de pretexto español, con textos de W. H. Auden y Randall Swingler, escrita en memoria de los combatientes ingleses de las Brigadas Internacionales muertos durante la guerra civil española, una obra terminada antes de que finalizara la contienda pero cuando la causa republicana ya estaba perdida.

### Los años de la Guerra
Estalló la II Guerra Mundial y Lambert siguió con el «Sadler’s Wells Ballet», haciendo giras por toda Inglaterra y alguna por el extranjero (estuvieron en Holanda justo antes de la invasión); siguió adaptando música ajena, tocándole ahora a William Boyce para The Prospect before Us (1940). El 24 de abril de 1940, con el «Sadler’s» estrenó otro ballet de Walton, The Wise Virgin, con coreografía de Ashton y música orquestada por Walton sobre un arreglo y selección de música de J.S. Bach del propio Lambert. Al final de ese mismo año, 1940, compuso su primera música para una película, Merchant Seamen, un cortometraje dirigida por J.B. Holmes sobre la Batalla del Atlántico que se proyectó en todas las pantallas del país en 1941 y que vieron más de veinte millones de ingleses. (En 1943, Lambert arreglo una suite orquestal con parte de la música).
En 1942 le llegó el turno a la música de Purcell, adaptando algunos números para el ballet Comus. Al año siguiente, el 6 de abril, estreno el ballet de Walton, The Quest, en el New Theatre de Londres y luego le siguieron dos nuevos ballet de Bliss los años siguientes: Miracle in the Gorbals (1944) y Adam Zero (1946). Todas ella son obras mayores de la música inglesa. 
Su mejor amigo por esos años fue el compositor Alan Rawsthorne, un lancastriano cuya severa expresión escondía un inventivo ingenio. Durante la guerra, su amigo Alan siguió a su esposa Jessie, una violinista de BBC Symphony Orchestra, a Bristol cuando allí se trasladó la orquesta. En un raid aéreo, el piso de los Rawsthorne fue bombardeado, perdiéndose parte del manuscrito de la obra en que trabajaba, Kubla Khan. Lambert, que estaba de gira con el «Sadler’s Wells Ballet» y se alojaba en su casa, intento rescatarlo pero solo logró salvar airosamente al perro de la pareja. Todos fueron luego a beber a un pub, y Lambert, en la calle, cogió una de las mangueras de los bomberos para apagar el fuego mientras recitaba un ensayo de Gorki.
A medida que Lambert envejecía, una cierta actitud de contemplación melancólica le fue embargando y eso se hizo visible en sus propias obras, en las escasísimas que compuso durante la guerra, como Dirge from Cymbeline (1940), para tenor, barítono, coro de hombres y cuerdas, con textos de Shakespeare y dedicada a su amigo Patrick Hadley; y Aubade Heroique, para orquesta (1941). La guerra se cobró parte en su vitalidad y creatividad, y su salud fue declinando con el desarrollo de una diabetes no diagnosticada (y no tratada debido al miedo a los doctores que había adquirido en la niñez). Además, progresivamente, cada vez bebía más y su alcoholismo ya era evidente y durante un concierto se desmayó. Sus actuaciones comenzaron a disminuir. En sus últimos años su demostración exterior de convivencia, sociabilidad e ingenio sirvieron para disfrazar al verdadero Lambert, sólo conocido por sus amigos más íntimos, que como consecuencia de su pesado horario de trabajo con el «Sadler's Ballet», fueron guardados «en compartimentos estancos».

### Los últimos años
Tras acabar la guerra, cuando su salud declinaba, su carrera como director de orquesta comenzó a despuntar gracias al desarrollo del tercer programa de la BBC y a poder tocar al frente de una gran orquesta, la Philharmonia Orchestra, tras haber luchando durante muchos años de su vida con conjuntos de segunda fila. Dirigió para la ISCM, como director asociado de los «Proms» (1945/46) y también como director invitado de la Hallé Orchestra y de la Scottish Orchestra de Glasgow (desde 1947). Entre octubre de 1946 y febrero de 1951 dirigió casi setenta conciertos, pero solo sobrevive la grabación completa de uno de ellos, y hay algunas pocas actuaciones separadas que están en colecciones privadas, generalmente en manos de las familias de los propios compositores interpretados. Lambert, como director, hizo mucho para promover y difundir el trabajo de muchos de sus contemporáneos, compositores como Weill, Satie, Walton y Lord Berners, aunque nunca ocultó su afinidad por Liszt, Chabrier, Waldteufel y los románticos rusos, de los que hizo muy buenas grabaciones. 
Después de la guerra, el «Sadler’s Wells Ballet» se reorganizó y se trasladó al Covent Garden, pasando a llamarse simplemente «Royal Ballet». Lambert aceptó el encargo de hacer una nueva edición de la ópera de Purcell, The Fairy Queen, para la primera producción de posguerra, una edición que fue muy bien acogida y dio lugar a una posterior publicación, en colaboración con Edward Dent y Michael Ayrton (Londres, 1948). Le llevó casi seis meses de su tiempo pero fue un gran acontecimiento en la vida musical inglesa que anunció el nuevo renacer de la música de Purcell.
Lambert fue despedido del Covent Garden en 1947, por razones poco claras, aunque probablemente fueran ya sus problemas con el alcoholismo lo que le impedía atender sus obligaciones. En adelante, hizo algunos arreglos de obras de compositores barrocos y reorganizó su enbarullada vida personal alrededor de Isabel Nicholas,
una modelo coleccionista de artistas que había tenido a Epstein, Derain, Picasso y Giacometti entre sus muchos amantes. En 1947, mientras Fonteyn estaba de gira, Constat Lambert se casó con Isabel. (A la muerte de Constant, Isabel se volvió a casar en 1952 con uno de los mejores amigos de Constant, el también compositor Alan Rawsthorne, en ese momento divorciado).
Realizó su segundo trabajo para el cine, la música para Anna Karenina (1947), que contó con Vivien Leigh, Kieron Moore y Ralph Richardson (hay una grabación maravillosa de Bernard Herrmann en su álbum Great British Film Music, Decca London 448 954-2). En 1950, realizó una adaptación de la música de Chabrier para un nuevo ballet, Ballabile.
El ballet Tiresias (1950-1951), con su vigoroso estilo neoclásico, situado entre Stravinski y Roussel, fue su última obra y en él puso muchas esperanzas. De nuevo fue una colaboración con Frederick Ashton y el Sadler's Wells Ballet, pero Lambert ya no era su director. Parece que Ashton le encargó a su mujer la escenografía y los decorados, pero no se sabe si fue por intercesión de Lambert o debido al éxito que había tenido una exposición individual suya celebrada unos años antes. La obra fue la más importantes de las tres que se encargaron con ocasión del «Festival of Britain» de 1951 —los otros dos eran Harlequin in April de William Alwyn y Canterbury Prologue de Peter Racine Fricker—, y debía de ser estrenada en la gala de apertura que se celebraría el 9 de julio de 1951, en presencia de la reina Elizabeth y viajar luego al Festival de Edimburgo. Los trabajos iban muy retrasados y sus amigos le ayudaron a acabar la orquestación a tiempo, siguiendo sus indicaciones y la detallada partitura pianística: Robert Irving se encargó de la Danza guerrera, del Cortejo y danza de la sacerdotisa, del primer Entreacto y de la Bacanal; Christian Darnton de la Danza de las serpientes; Humphrey Searle, de la Danza de los pastores y las pastoras; Denis ApIvor, de la Danza de Tiresias-mujer, al principio de la segunda escena, y de la Pelea en la escena tercera; Gordon Jacob, del Pas de deux; el resto fue compartido entre Lambert, Rawsthorne y Elisabeth Lutyens.
El argumento licencioso del ballet, ambientado en la Grecia clásica, con cambios de sexo, serpientes copulantes y sugerencias eróticas, tuvo que ser atenuado para su estreno ante la reina. Según el mito griego, Tiresias se transformó de hombre a mujer y de nuevo volvió a ser hombre; los dioses le interrogaron para saber quién obtenía mayor placer sexual y al decir Tiresias que la mujer experimentaba nueve veces más placer que el hombre, Hera, indignada le castigó dejándole ciego. Zeus, entonces, le otorgó el don de la profecía y le concedió una larga vida equivalente a la de siete generaciones humanas. Los críticos encontraron el argumento estúpido y aburrido y su editora, Oxford University Press, rechazó incluso publicar el trabajo. A pesar de ello, la obra permaneció en el Covent Garden durante cinco temporadas, en una versión acortada por Lutyens, y tuvo un número de representaciones decrecientes —doce en 1951, diez en 1952, siete en 1953, tres en 1954 y dos 1955—. Michael Somes bailó el papel de Tiresias-hombre en las cinco temporadas, mientras que Fonteyn bailó como Tiresias-mujer en todas las actuaciones, salvo en las dos últimas. La temporada 1955 el ballet fue representado en la gira triunfal del Royal Ballet en Nueva York y tuvo excelentes críticas, las mejores de su corta historia. Sin embargo, el ballet rápidamente fue olvidado. (En 1995, después de 40 años, la versión corta fue difundida por la BBC). 

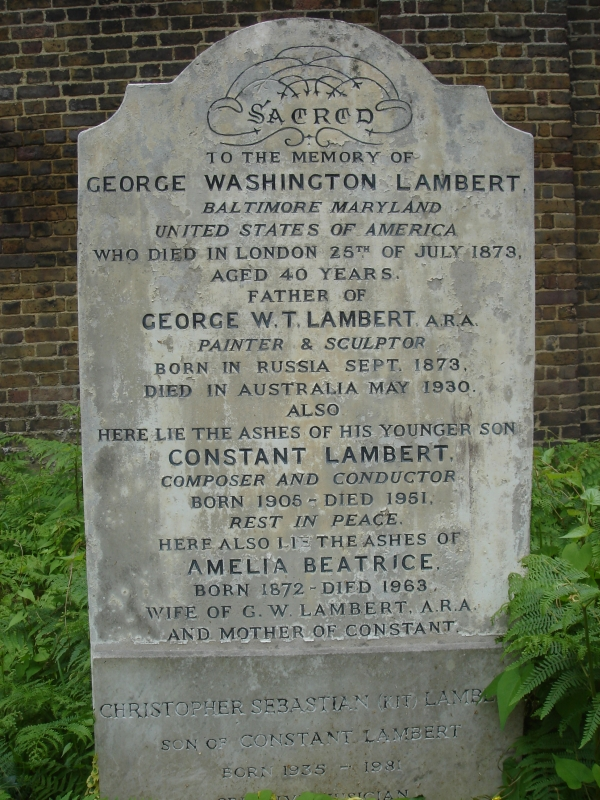
Lápida de tres generaciones de Lambert: George, Constant y Kit.

Seis semanas después del estreno, tras haber dirigido ocho representaciones de Tiresias, Constant Lambert murió en Londres el 21 de agosto de 1951, dos días antes de su cuarenta y seis cumpleaños, víctima de una neumonía y de la diabetes no diagnosticada, complicada por su agudo alcoholismo. Fue enterrado en Londres, en el cementerio de Brompton y Denis ApIvor ha contado que en el funeral fue la única vez que vio llorar a su maestro Rawsthorne. Algunos, además de las causas físicas, atribuyeron parcialmente la muerte al gran desencanto que tuvo tras la acogida del nuevo ballet:

Él podría vivir todavía si no hubiera sido por el salvaje ataque de los críticos.
He would be alive today had it not been for the savage onslaught of the critics.
Osbert Sitwell en un obituario.Lewis Foreman

Años más tarde, Alan Rawsthorne le quiso honrar y eligió el tema de la obertura de Tiresias para su obra Improvisations on a Theme of Constant Lambert, que dedicó a su mujer Isabel, por entonces ya Isabel Rawsthorne. 
A la muerte de Constant, George Harrap y Co encargo al escritor y editor Hubert Foss que escribiera una biografía de Lambert, pero el trabajo no pudo finalizarse por la desafortunada enfermedad y muerte de Foss, en 1953. Su viuda y la familia Lambert encargaron la continuación del trabajo a Angus Morrison, que aceptó ya que también era cuñado de Lambert. Aunque su biografía de Lambert nunca fue publicada, proporcionó un material valioso para la única biografía de Lambert publicada hasta la fecha, la de Richard Shead (Londres, 1973).

## Algunas opiniones de sus contemporáneos
Los compositores Gordon Jacob, sir Thomas Armstrong (más adelante director de la Royal Academy of Music) e Elisabeth Lutyens, que fueron compañeros suyos como estudiantes en el RCM, recordaban a Lambert así: 

El músico más brillante que he conocido en mi vida. [...] el ocultar sus sensaciones detrás de una máscara de ingenio, paradoja y humor.
«the most brilliant musician I have known in my lifetime» [...] «the hiding of his feelings behind a mask of wit, paradox and humour»)
Gordon Jacob.

(...) un músico maravilloso y un compañero encantador cuya conversación era como una exhibición de fuegos artificiales).
(...) a marvellous musician and an enchanting companion whose conversation was like a display of fireworks
Sir Thomas Armstrong.

(...) «el ser humano más reservado que nunca haya visto» con «una suerte de soledad interior».
«the most reserved human being I’ve ever met» with «an inward sort of loneliness».
Elisabeth Lutyens.

Lambert fue extraordinariamente dotado y versátil. En palabras de Hubert Foss, «en su eminencia de sentimiento, Constant Lambert estaba solo, desafiando las estadísticas, y creando toda su vida nuevas circunstancias en que pudiera caber su persona»
«Lambert was extraordinarily gifted and versatile. In the words of Hubert Foss, 'in his eminence of soul, Constant Lambert stood alone, defying the statistics, and all his life creating new circumstances into which his person might fit'»
The Gramophone, septiembre 1951.

## Obras de Constant Lambert
| Año       | Obra | Tipo de obra              | Duración |
| 1923      | Two Songs (Sacheverell Sitwell), para soprano, flauta y arpa.                                                                                         | Música vocal              |          |
| 1923      | Green Fire, rapsodia para orquesta. | Música orquestal          |          |
| 1923-1924 | Mr. Bear Squash–you–all–flat, ballet (Estreno: Mánchester, 22 de junio de 1979).                                                                      | Ballet                    | 16:00    |
| 1923/24   | Prize-fight, ballet (Estreno: Londres, 6 de marzo de 1924, rev. 1925).                                                                                | Ballet                    | 09:00    |
| 1924      | Piano Concerto (ed. Shipley/Easterbrook), para piano, 2 tpt, timp, str.                                                                               | Música orquestal          |          |
| 1924      | The Bird Actors Overture, To G M Gordon Brown (originalmente para piano a 4 manos, reorquestado en 1927).                                             | Música orquestal          | 04:00    |
| 1925      | Overture, dúo de pianos [ver: The Bird Actors]. | Música solista (2 pianos) |          |
| 1925      | Alla Marcia, para piano [incluido en Romeo and Juliet].                                                                                               | Música solista (piano)    |          |
| 1924-1925 | Adam and Eve (suite dansée), ballet (Estreno: Londres, 6 de junio de 1932, rev. 1932).                                                                | Ballet                    |          |
| 1925      | Romeo and Juliet, ballet (para Diaguilev, representada en Montecarlo 1926) [basado en Adam and Eve].                                                  | Ballet                    | 30:00    |
| 1925      | Suite in three Movements, para piano. | Música solista (piano)    |          |
| 1925      | Tema, para piano. | Música solista (piano)    |          |
| 1926      | Pastorale, para piano. | Música solista (piano)    |          |
| 1926      | Champêtre, orquesta de cámara [usado como Intrada of Pomona; arreglado como Pastorale, piano].                                                        | Música orquestal          |          |
| 1926      | Pomona, ballet (Estreno: Buenos Aires, 9 de septiembre de 1927) [incluye material de Adam and Eve].                                                   | Ballet                    | 20:00    |
| 1927      | Music for Orchestra. | Música orquestal          | 12:00    |
| 1927      | Elegiac Blues, In memory of Florence Mills, para piano.                                                                                               | Música solista (piano)    | 03:00    |
| 1927      | Eight Poems of Li–Po, voces y 8 instrumentos. | Música vocal              | 14:00    |
| 1927      | The Río Grande (Sacheverell Sitwell), piano, coro y orquesta (versión para 2 pianos y 3 percusionistas).                                              | Música coral (orquesta)   | 15:00    |
| 1929      | Música para la obra escénica Jew Süss (A. Dukes, según L. Feuchtwanger) (uso Mars and Venus, según D. Scarlatti) (Londres, 19 de septiembre de 1929). | Música escénica           |          |
| 1928/29   | Piano Sonata. | Música solista (piano)    | 21:00    |
| 1929      | Hommage aux belles viennoises [arreglo orquestal según Schubert].                                                                                     | Música orquestal          |          |
| 1930-1931 | Concerto for Piano and Nine Instruments. | Música de cámara          | 25:00    |
| 1931      | Música para la obra escénica Salome (O. Wilde), para cl, tpt, vc, perc (Londres, 27 de mayo de 1931).                                                 | Música escénica           |          |
| 1932-1935 | Summer's Last Will and Testament (Thomas Nashe), barítono, coro y orquesta.                                                                           | Música coral (orquesta)   | 50:00    |
| 1933      | Arreglo orquestal de Daniel-François Auber para el ballet Les rendez-vous [arreglo orquestal según Auber: L’enfant prodigue].                         | Arreglo orquestal         |          |
| 1936      | Arreglo orquestal de Liszt para el ballet Apparitions [arreglo orquestal según Liszt].                                                                | Arreglo orquestal         |          |
| 1937      | Arreglo orquestal de Meyerbeer para el ballet Les patineurs [arreglo orquestal según Meyerbeer: Le prophète, L’étoile du nord].                       | Arreglo orquestal         |          |
| 1937      | Les patineurs, suite orquestal [arreglo orquestal según Meyerbeer: Le prophète, L’étoile du nord].                                                    | Música orquestal          |          |
| 1937      | King Pest, para orquesta (de la obra Summer’s Last Will and Testament).                                                                               | Música orquestal          | 09:00    |
| 1937      | Horoscope, ballet (Estreno: Londres, 27 de enero de 1938).                                                                                            | Ballet                    |          |
| 1938      | Horoscope Suite, para orquesta. | Música orquestal          | 20:00    |
| 1938      | Arreglo orquestal de Couperin para el ballet Harlequin in the Street [arreglo orquestal según Couperin].                                              | Arreglo orquestal         |          |
| 1938      | Elegy, para piano. | Música solista (piano)    |          |
| 1940      | Dirge from Cymbeline (W. Shakespeare), para tenor, barítono, coro de hombres y cuerdas/piano.                                                         | Música vocal              | 08:00    |
| 1940      | Arreglo orquestal de Liszt para el ballet Dante Sonata, para piano y orquesta.                                                                        | Arreglo orquestal         |          |
| 1940      | Arreglo orquestal de Boyce para el ballet The Prospect before Us [arreglo orquestal según Boyce.]                                                     | Arreglo orquestal         |          |
| 1940      | Música para la película Merchant Seamen (dir. J.B. Holmes) [arreglado como suite orquestal en 1943].                                                  | Música de película        |          |
| 1941      | Aubade Heroique, para orquesta. | Música orquestal          | 07:00    |
| 1942      | Arreglo orquestal de Purcell para el ballet Comus [arreglo orquestal según Purcell].                                                                  | Arreglo orquestal         |          |
| 1943      | Música para la película Battle for Music. | Música de película        |          |
| 1944      | Música para la obra escénica Hamlet [arreglo orquestal según Tchaikovsky] (W. Shakespeare), (Londres, 11 de febrero de 1944).                         | Música escénica           |          |
| 1947-1948 | Música para la película Anna Karenina (J. Duvivier).                                                                                                  | Música de película        |          |
| 1947-1948 | Arreglo orquestal de Purcell: The Fairy Queen (en colaboración con E. Dent) (no publicada).                                                           | Arreglo orquestal         |          |
| 1949      | Trois pieces negres, pour les touches blanches, para dúo de pianos.                                                                                   | Música solista (2 pianos) | 08:00    |
| 1950      | Tiresias, ballet (Estreno: Londres, 9 de julio de 1951).                                                                                              | Ballet                    |          |
| 1950      | Arreglo orquestal de Chabrier para el ballet Ballabile [arreglo orquestal según Chabrier].                                                            | Arreglo orquestal         |          |
| 1959      | Música para la película The Royal Ballet in Rehearsal: Les rendez-Vous (póstumamente).                                                                | Música de película        |          |
|           | Popular Song de Façade (William Walton) (arreglo para dúo de pianos).                                                                                 | Arreglo para 2 pianos     |          |
|           | Leçons de Ténebres. |                           |          |
|           | Caprice peruvien, para orquesta [arreglo orquestal según Berners: Le carrosse du St Sacrement]                                                        | Arreglo orquestal         |          |
|           | Arreglo orquestal de Boyce: 8 sinfonías, para orquesta de cámara (vientos ad lib).                                                                    | Arreglo orquestal         |          |
|           | Arreglo orquestal de Boyce: The Power of Music, The Cambridge Ode, Pan and Syrinx, para orquesta de cámara (vientos ad lib.)                          | Arreglo orquestal         |          |
|           | Arreglo orquestal de Handel: Concerto, piano y pequeña orquesta [según los conciertos para órgano n.º 2 y 6].                                         | Arreglo orquestal         |          |

## Discografía de Constant Lambert
| Año  | Obra                                                | Interpretación                                                                        | Discográfica      |
| 1992 | The Rio Grande                                      | The Chorus of Opera North - English Northern Philharmonia, David Lloyd-Jones director | Hyperion CDA66565 |
| 1992 | Aubade Héroïque                                     | English Northern Philharmonia, David Lloyd-Jones conductor                            | Hyperion CDA66565 |
| 1992 | Summer's Last Will and Testament                    | The Leeds Festival Chorus - English Northern Philharmonia, David Lloyd-Jones director | Hyperion CDA66565 |
| 1995 | Concerto for Piano and Nine Players                 | Ian Brown piano; The Nash Ensemble, Lionel Friend conductor                           | Hyperion CDA66754 |
| 1995 | Eight Poems of Li-Po                                | Ian Brown piano, Philip Langridge, tenor; The Nash Ensemble, Lionel Friend director   | Hyperion CDA66754 |
| 1995 | Sonata for Piano                                    | Ian Brown piano                                                                       | Hyperion CDA66754 |
| 1995 | Mr. Bear Squash–you–all–flat, ballet                | Nigel Hawthorne, narrator; The Nash Ensemble, Lionel Friend director                  | Hyperion CDA66754 |
| 1999 | Pomona, ballet                                      | English Northern Philharmonia, David Lloyd-Jones director                             | Hyperion CDA67049 |
| 1999 | Tiresias, ballet                                    | English Northern Philharmonia, David Lloyd-Jones director                             | Hyperion CDA67049 |
| 2003 | Horoscope (con Façade —Walton— y Checkmate —Bliss—) | English Northern Sinfonía / David Lloyd-Jones                                         | Hyperion CDH55099 |
| 2005 | Romeo and Juliet                                    | English Northern Sinfonía / David Lloyd-Jones                                         | Hyperion CDA67545 |
| 2005 | Elegiac Blues                                       | Jonathan Plowright, piano                                                             | Hyperion CDA67545 |
| 2005 | Piano Concerto                                      | Jonathan Plowright, piano - English Northern Sinfonía, David Lloyd-Jones              | Hyperion CDA67545 |
| 2005 | The Bird Actors Overture                            | English Northern Sinfonía / David Lloyd-Jones                                         | Hyperion CDA67545 |
| 2005 | Prize Fight                                         | English Northern Sinfonía / David Lloyd-Jones                                         | Hyperion CDA67545 |